# 福坦莫大学法学院
40°46′16″N 73°59′04″W / 40.77100°N 73.98444°W

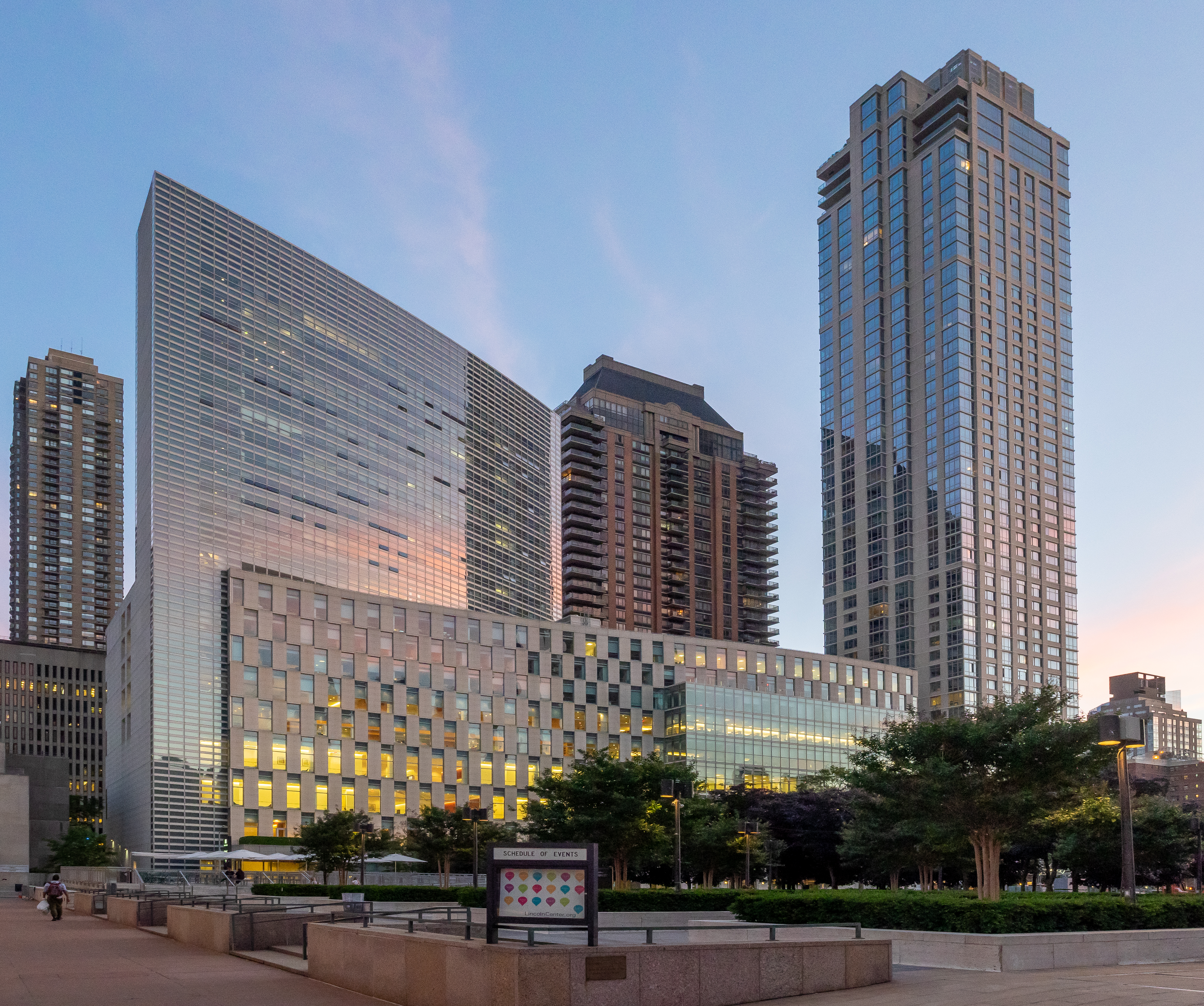
新法学院大楼

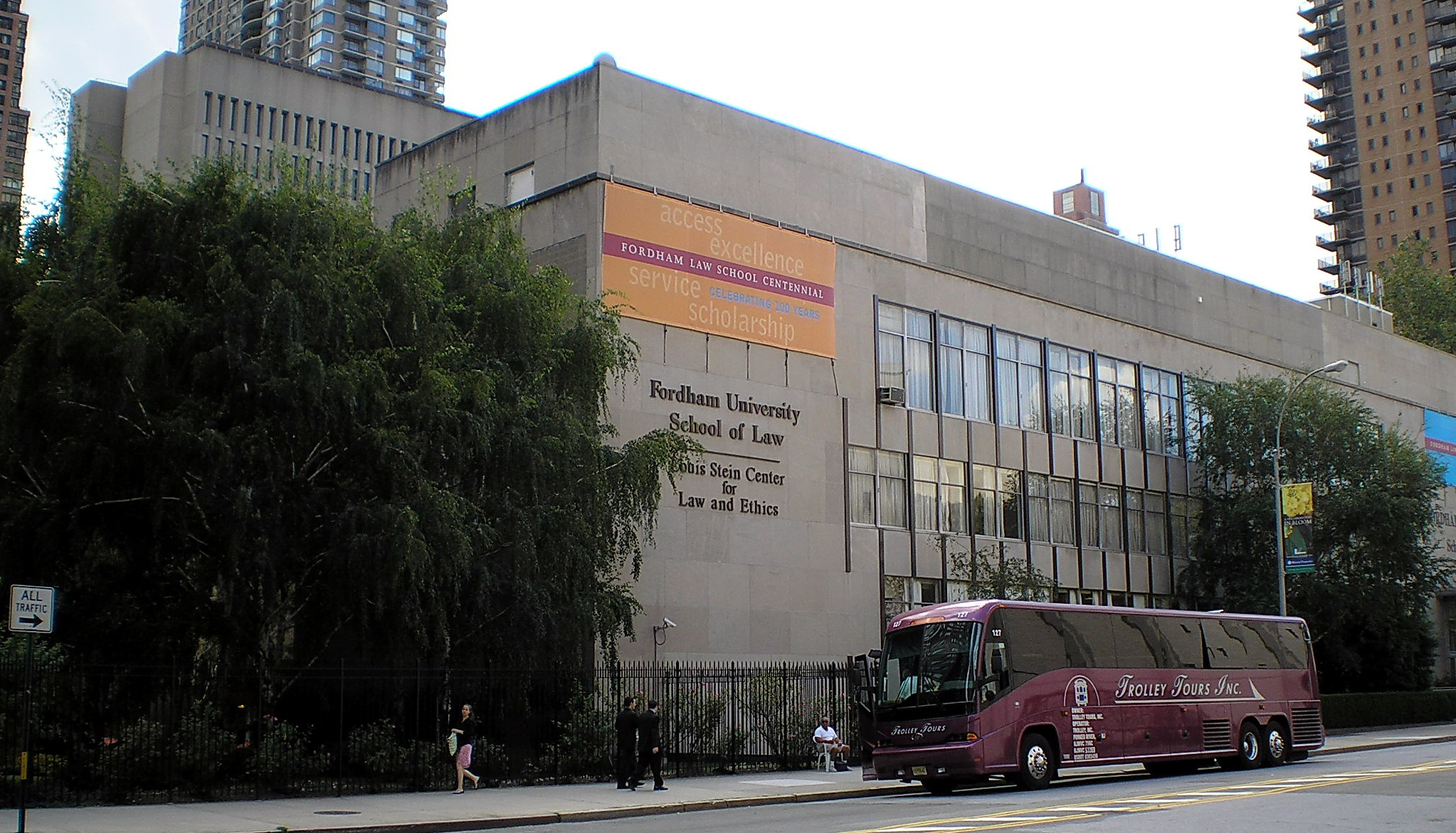
旧法学院正面

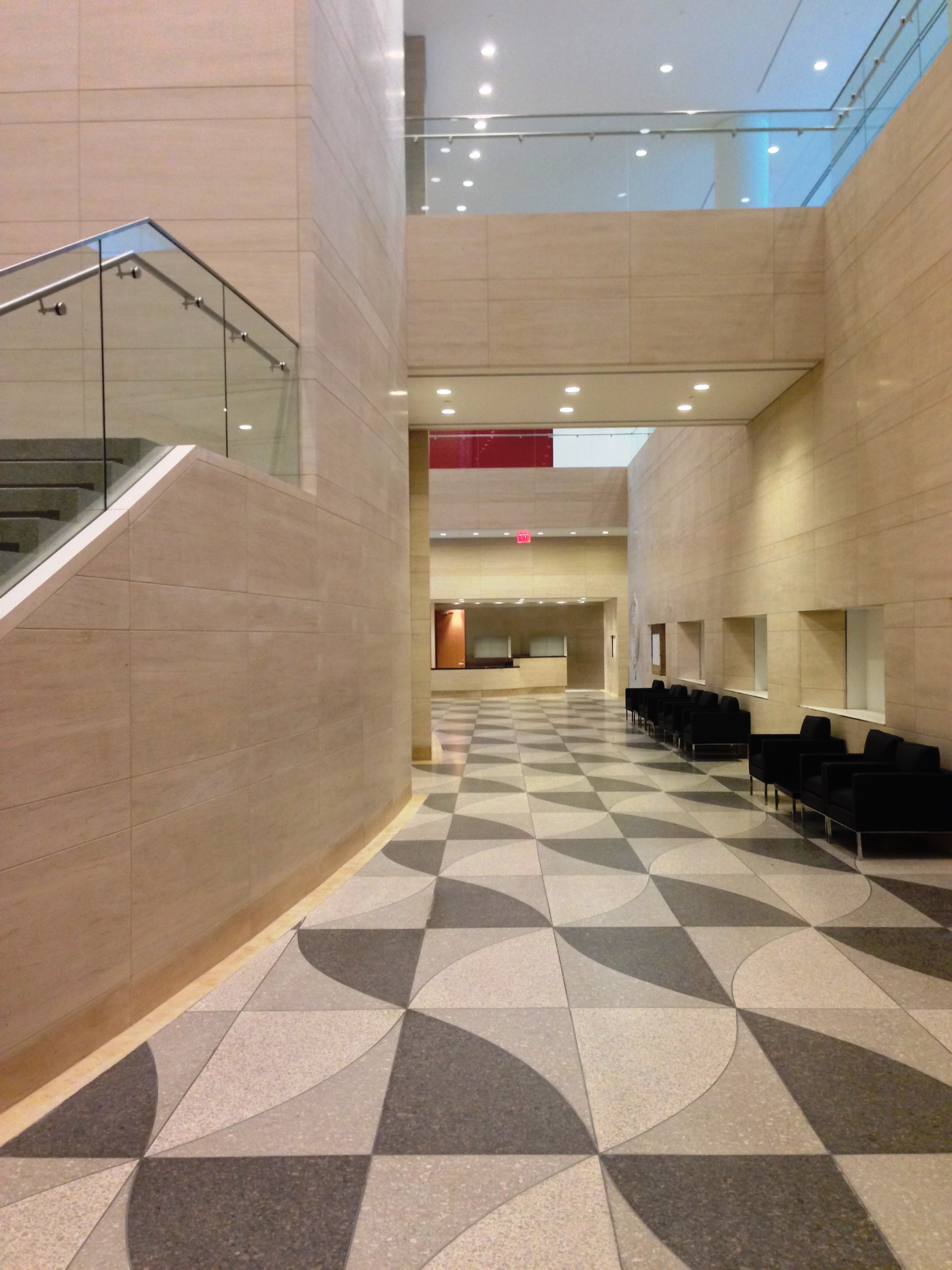
法学院入口大堂

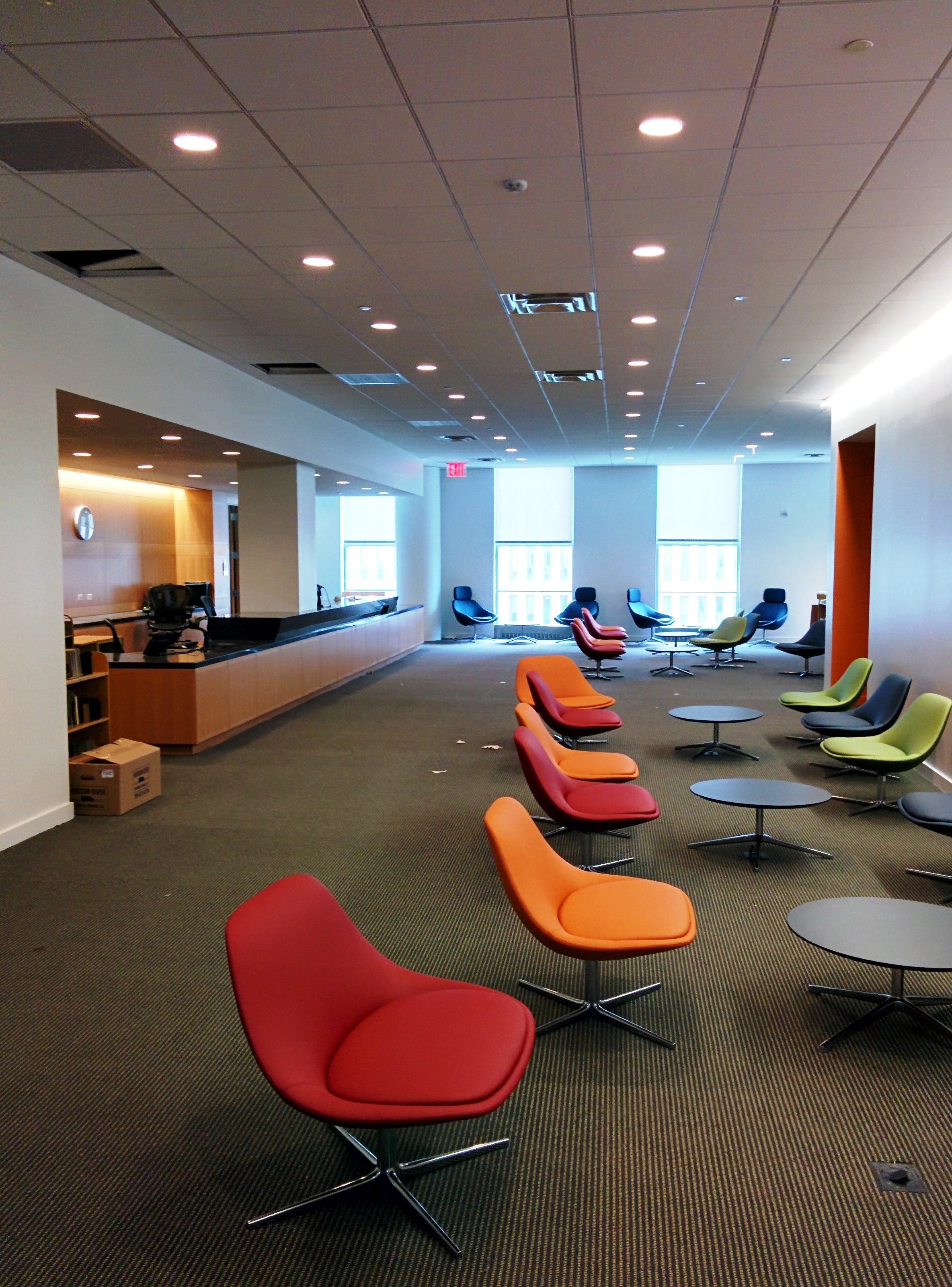
图书馆入口处

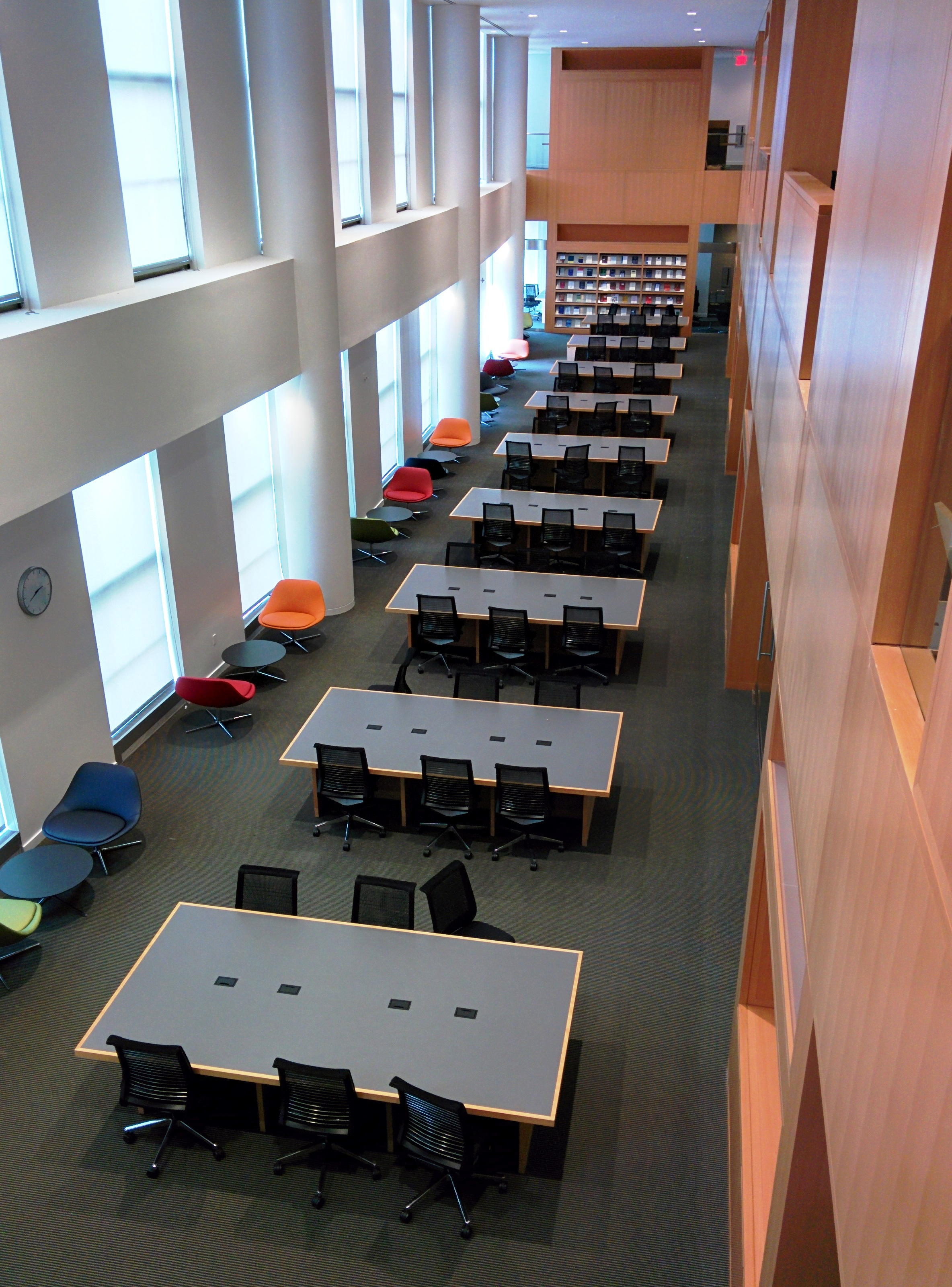
图书馆阅览室

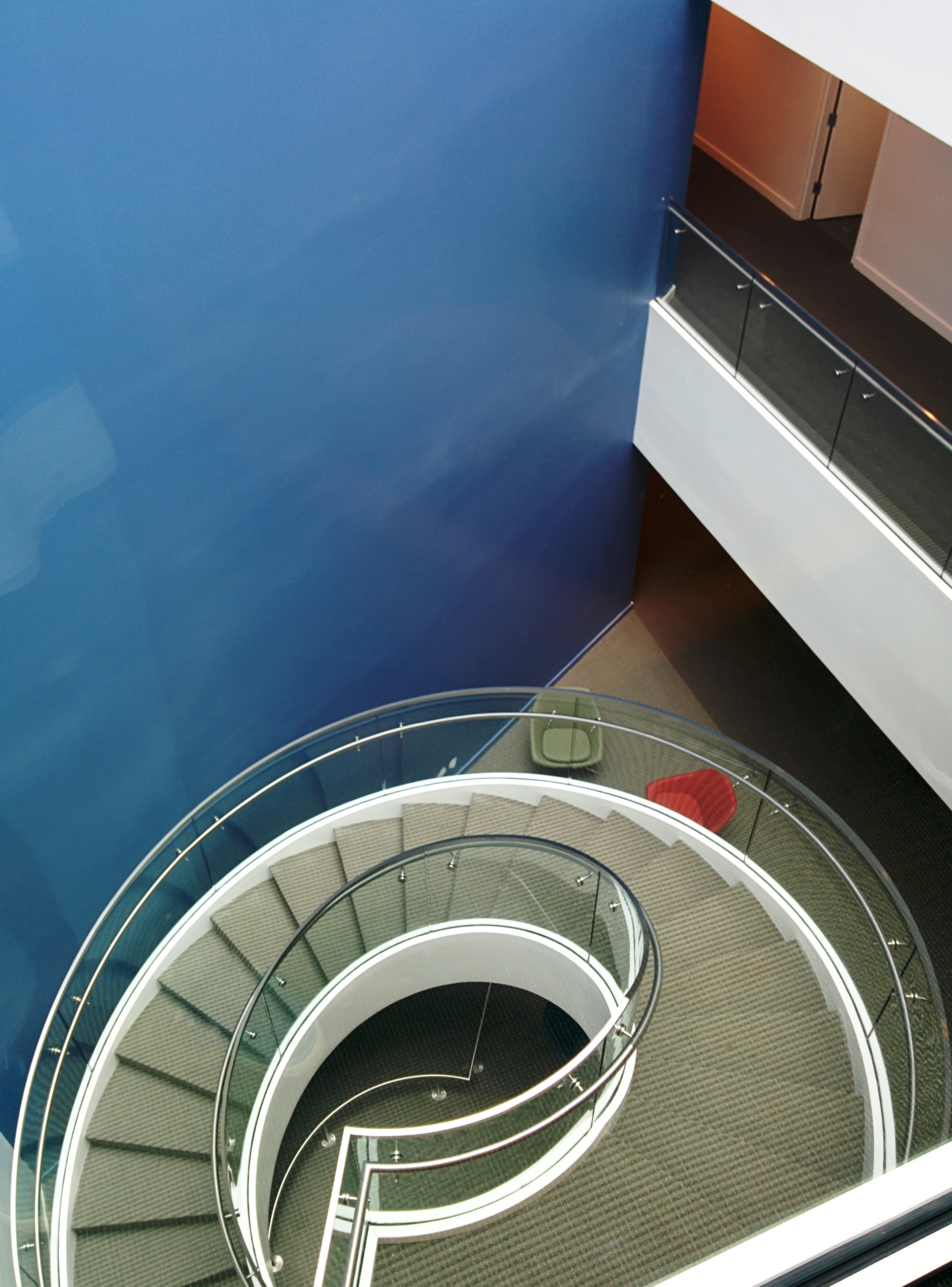
教职员工区楼梯

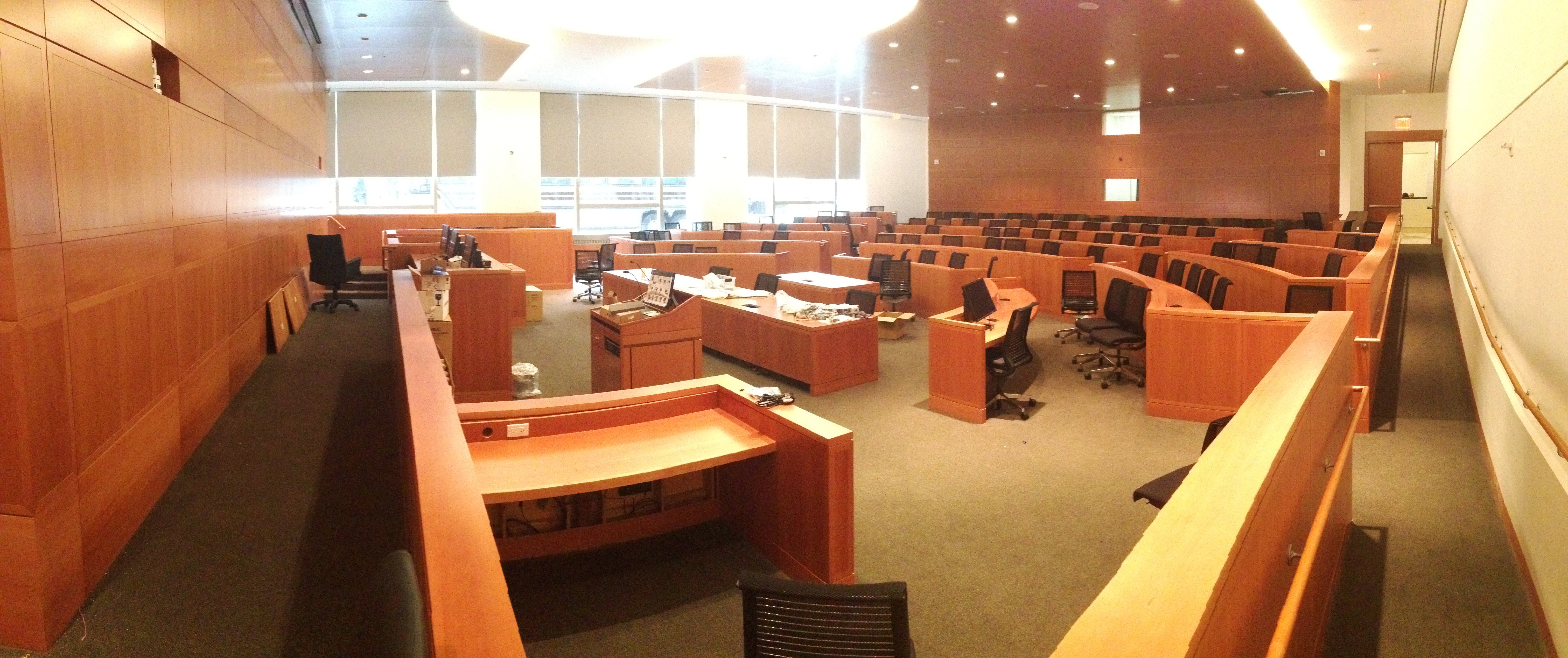
模拟法庭

福坦莫大学法学院（Fordham University School of Law） 或称 福坦莫法学院（Fordham Law 或 Fordham Law School）是美国的福坦莫大学下设的法学院。该学院位于纽约市的曼哈顿，是该市八所经过美国律师协会（American Bar Association）认证的法学院之一。

## 历史
该院成立于 1905 年，在 2005-2006 学年时迎来了其百年院庆。该法学院创建伊始即发展迅猛，以其天主教背景吸收其他法学院不愿意吸收的爱尔兰与意大利移民（这两个国家主要信仰天主教），并在二战之前发展成为仅次于哥伦比亚法学院的纽约市法学院第二强。但在二战后因学校发展策略变更，对法学院投入变少，使得法学院一直处于衰落状态，并最终被纽约大学法学院赶超。直到20世纪末此情况才发生好转，自此学院排名又稳步上升。

## 校园
福坦莫法学院原位于曼哈顿下城区的金融区里，后来搬到了曼哈顿的上西城，成为了福坦莫大学林肯中心校区的一部分。学院北临包含大都會歌劇院和朱利亞德學院的林肯中心，东靠中央公园及哥伦布圆环。学院的主建筑是以 Benjamin A. Javits (1918年的LL.B)、雅各布·贾维兹的兄弟命名的。1984年时又加入了以Ned Doyle命名的建筑。福坦莫法学院另外还在与主校区隔着哥伦布大道的西60街33号楼里租了几间办公室，作为教师教学办公室、法律实习中心、录取办公室、奖学金办公室、以及Crowley国际人权项目的办公室。
作为 2005 年揭幕的福坦莫大学林肯中心校区总规划， 学校为法学院建设了一栋崭新的学院大楼。这栋大楼在2011年5月2日开工，2014年秋季学期开始前已经完工投入使用，给法学院提供了比现在多一倍的教学空间和面积多达 60,000-平方英尺（5,600-平方） 的新图书馆。 这栋法学院的新建筑将作为学校林肯中心校区总规划的一期项目。
作为纽约地区三大法学院之一的福坦莫法学院，其学生可以凭本院学生证自由进出纽约另两大法学院，哥伦比亚大学法学院及纽约大学法学院，反之亦可。

## 学位
根据《美国新闻与世界报道》所提供的资料，福坦莫法学院有1516名攻读法律博士的学生。其中全日制学生的有1170名，其余的人是走读制学生。福坦莫法学院同时跟福坦莫其他的研究生学院一道提供一些联合学位，譬如国际政治与经济方向的法律博士及文学硕士联合学位、法律博士及工商管理硕士联合学位、法律博士及社会学硕士联合学位。学院还有法学硕士及司法学博士的学生。
该院提供以下七个方向的法学硕士学位：
1. 银行、公司、及金融法
2. 公司治理
3. 国际商贸法
4. 知识产权及信息科技法
5. 国际争端解决
6. 国际法及公义
7. 美国法比较

该院的法学硕士可以在修完一年的学业完成一个方向的专攻后，再修一个学期完成另外一个方向的专攻。

## 数据

### 学力
根据《美国新闻与世界报道》所提供的资料，福坦莫法学院是一所第一等法学院，在2021年法学院排名（2020年发布）中位列全国第27名。他的走读部在全国排在第2名，在纽约州是第1名。另外，福坦莫法学院在以下三个方向上也能名列前茅：争端解决（第10）、实习训练（第12）、知识产权（第18）。该校法律博士项目在2012年招生时收到的入学申请居全美前十。2013年《福布斯》杂志按照毕业生平均起薪将该院评为全美第十八名。
根据QS世界大学排名，福坦莫法学院被排为世界前50到100的法学院。
根据AUAP法学硕士排名对美国法学硕士项目的排名，福坦莫法学院在2011年为全美第6名。
福坦莫法学院按照入学的 LSAT 成绩排在全国第十五名。为福坦莫法学院输送学生人数最多的十所大学包括五所常春藤盟校：哥伦比亚大学、康奈尔大学、宾夕法尼亚大学、布朗大学和普林斯顿大学；还包括纽约大学、乔治城大学、密歇根大学、波士顿大学和波士顿学院。相反福坦莫法学院招收的本校本科生人数不是最多的。

### 就业
福坦莫法学院在纽约市大型律师事务所中拥有强大的校友力量。福坦莫法学院的校友人数在美国前五、前25和前50的律师事务所中均列第六位。该学院毕业生在大型律所中就职的优异表现主要得益于其地理位置的优势。
根据2006年的美国100大律所的数据，福坦莫法学院的学生在全美50名的律所中找到工作的数目是全国第9，前25名的律所里是第8，前十的律所里是第9。
根据 law.com 的调查，福坦莫大学法学院毕业的学生在全国前 250 名的律所里工作占全体学生的比例位列全国第16，大纽约地区第10。在私企就业的学生比例占全体学生的80%，该比例位列全美第一。
根据 2011 年 11 月的《全国法学家》报道，从福坦莫大学法学院毕业的在大纽约地区的律所合伙人数量位列第4，在全国位列第13，共有 306 名。
根据 2017 年 2 月 Vault 进行的调查，福坦莫法学院毕业生进入大型律师事务所的排名为全美第8，而当不考虑毕业人数所造成的优势时，福坦莫为全美第9。

## 学生活动

### 学生编辑的期刊
福坦莫法学院的学生要编辑6本法学学术期刊。以创刊时间排列如下：
- 《福坦莫法律评论（英语：Fordham Law Review）》
  - 此刊在1064本法学期刊中引用次数排在全美第10。[27]
- 《福坦莫都市法律评论（英语：Fordham Urban Law Journal）》
  - 引用次数全美第44。
- 《福坦莫国际法律研究（英语：Fordham International Law Journal）》
  - 引用次数全美第69。
- 《福坦莫知识产权法及娱乐媒体法法律研究（英语：Fordham Intellectual Property, Media & Entertainment Law Journal）》
  - 引用次数全美第174。
- 《福坦莫公司金融法律研究（英语：Fordham Journal of Corporate & Financial Law）》
  - 引用次数全美金融法期刊第1。[28]
  - 引用次数全美第313。
  - 此刊中发表的一篇文章曾被美国最高法院在安达信会计师事务所诉美利坚合众国案（英语：Arthur Andersen LLP v. United States）, 544 U.S. 696 (2005)一案中引用。[29]
  - 最早叫做“福坦莫金融法、证券法、及税务法论坛”。
- 《福坦莫环境法评论》
  - 引用次数全美第461。

以上数据来自John Doyle所做的排名。

### 交流
法学院的学生可以交流到巴黎一大、二大、复旦、中国政法、华东政法、国立台湾大学、早稻田大学等学校，有的交流项目可以让学生在第三年同时获得本院的法律博士学位和交流方学校的法学硕士学位。

## 知名校友
- William R. Meagher - 美国著名律师事务所世达律师事务所创始合伙人之一。

- Geraldine Ferraro - 律师、民主党人，美国历史上首位主要政党女性副总统候选人（1984），美国众议院议员（1979-1985，纽约第九区）。1960年毕业于福坦莫大学法学院。

- John N. Mitchell - 尼克松总统任内的美国司法部长（United States Attorney General）。

- Jerrold Nadler - 美国众议院议员（1992- ）。毕业于福坦莫大学法学院和哥伦比亚大学。

- Stuart M. Bernstein - 美国纽约南区破产法院 （US Bankruptcy Court, Southern District of New York） 法官，福坦莫大学法学院1975年毕业生。

- 陈卓光（Denny Chin） - 美国联邦第二巡回上诉法院（US Court of Appeals for the Second Circuit）大法官，1978年毕业于福坦莫大学法学院，1975年毕业于普林斯顿大学。陈卓光在1994年8月到2009年4月间担任美国纽约南区联邦法院（US District Court for the Southern District of New York）法官，并主审麦道夫案 （Bernard Madoff） 等著名大案。

- Loretta A. Preska - 美国联邦纽约南区法院（US District Court for the Southern District of New York）大法官（Chief Judge），福坦莫大学法学院1973年毕业生。

- Denis F. Cronin - 美国Vinson & Elkins律师事务所资深合伙人，福坦莫大学法学院1972年毕业生。Cronin先生曾在美国排名第一的律师事务所沃奇尔·立普顿（Wachtell, Lipton, Rosen & Katz）工作21年，其中16年担任合伙人，6年担任管理合伙人（Managing Partner）。

- Michael S. Goldman - 美国排名第二的柯史莫律师事务所（Cravath, Swaine & Moore）合伙人。

- Clyde Mitchell - 美国偉凱律師事務所荣休合伙人，曾在该所服务三十年。福坦莫大学法学院1959年毕业生。

- Harold F. Moore - 美国世达律师事务所资深合伙人，获福坦莫大学学士（1968）、硕士（1970）和博士（1971）学位。

- Karl Kilb - 彭博社（Bloomberg）法律总监（General Counsel）。

- 小室圭（日语：小室圭） - 原日本皇室成員小室真子的丈夫，两人在小室圭入读法学院后移居美国纽约生活[33][34]。